# Pocito
Pocito es una entidad de población española del municipio de Matilla de los Caños del Río, perteneciente a la provincia de Salamanca, en la comunidad autónoma de Castilla y León.

## Demografía
En 2023, la entidad singular de población de Pocito tenía empadronados 6 habitantes, todos ellos en diseminado.